# Rumex alpestris
L'Agrella dels alps (Rumex alpestris) és una espècie Eurasiàtica, a Europa només es troba a les altes muntanyes. És molt similar a l'agrella de les praderes (Rumex acetosa).

## Descripció

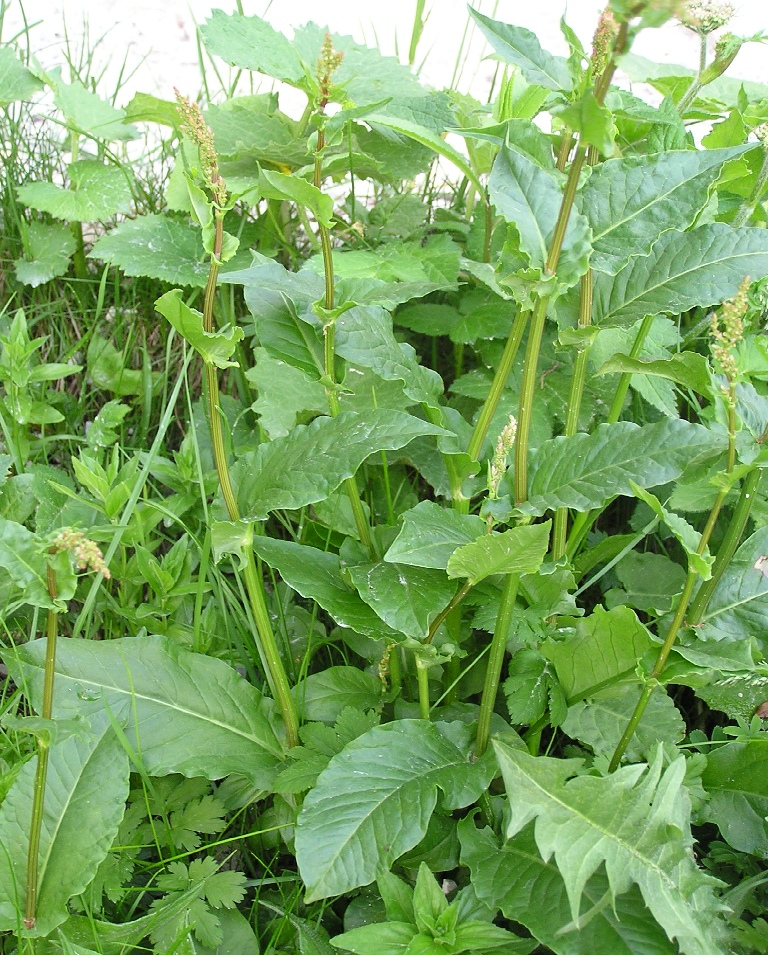
Foto de camp d'un grup d'agrelles dels Alps

Planta herbàcia perenne, encara que durant l'estiu pren una coloració blanc, l'altura de la qual pot ser d'entre 30 i 200 centímetres. Les fulles són ovalades i més o menys de dos a tres vegades més llargues que àmplies, el limbe normalment és sencer o dèbilment ondulat. A la part inferior, són agudament cordiformes. Tendeix a créixer tant en alçada com en amplada, donant una forma arrodonida a la planta.

## Hàbitat
Creix a les regions temperades i fredes d'Euràsia (Europa Occidental i Japó). A l'Oest i Centre d'Europa només es pot trobar a les muntanyes fredes.
També pot proliferar allà als fagedes situats a una gran altura, així com a rics i humits prats, i pastures de gran altura.